# أوس الشرقي
أوس كامل حمدي الشرقي (1973) منتج ومخرج عراقي شاب من مواليد بغداد

## حياته
ينحدر من عائلة عريقة أدبية وسياسية. تخرج من مدارس بغداد وحاصل على شهادة البكالوريوس. اعتمد على أمكانياته الشخصية ودعم والده (كامل الشرقي - رئيس تحرير مجلة ألف باء في الثامنينات من القرن الماضي) كان مبدعا منذ طفولته، ومعتمدا على ذاته في إبداعاته المختلفة. وهو مؤسس شركة كوديا العراقية في مجال الدعاية والإعلان في العقد الأخير من القرن الماضي) 1990
عمل في مجال الدعاية والإعلان منذ عام 1990 لغاية عام 2003 وأخرج أكثر من 1000 إعلان تلفزيوني على مدى 13 عام
أخرج فيلم منحرفون عام 1996 الذي يتحدث عن تهريب الآثار العراقية
ثم انتقل إلى دبي ليؤسس شركة يارا للخدمات الإعلامية عام 2003 في مدينة دبي للإعلام وهي الآن من أبرز شركات الإنتاج الإعلامي في المنطقة
وهو يرأس الآن (اوس ستويوز) مجموعة اوس ستديوز الاعلامية ومقرها الرئيسي دبي ولها فروع في بغداد، بيروت، القاهرة، اربيل، بومباي.تورونتو.
استطاع منذ بداياته أن يقدم سلسلة من المسلسلات والبرامج السياسية الكوميدية الهادفة والتي كان لها تأثير كبير على الشارع العراقي والعربي، أخرج مسلسل الحكومات عام 2006، وهو أول مسلسل كوميدي سياسي في تاريخ العراق، انتقد فيه الاحتلال الأمريكي للعراق والأحزاب السياسية الكثيرة التي تكالبت لِحُكم العراق بعد الاحتلال وفضح سرقات الحكومة في ذلك الوقت، أنتج وأخرج عدد من البرامج والمسلسلات ذات الطابع الكوميدي السياسي الناقد للوضع داخل العراق خصوصا الاحزاب المتطرفة والميليشيات المسلحة والإرهاب، من أشهرها مسلسل أنباع الوطن للراحل الكبير راسم الجميلي ومسلسل دولة الرئيسة الذي انتقد فيه سياسة الحكومة العراقية ومسلسل أبو حقي الذي قدم شخصيته الفنان الكبير جواد الشكرجي، يعتبر الشرقي المخرج العراقي الوحيد الذي أنتج وأخرج أعمالا مزَج فيها بين الكوميديا السوداء والنقد السياسي الذي امتاز بالجرأة. حازت كل أعماله على أعلى نسب مشاهدة عبر الفضائيات العراقية والعربية، انتقل بعدها للعمل مع مؤسسة OSN " ORBIT SHOW TIME NETWORK " وأنتج وأخرج لهم مسلسل هندستاني بجزئية الأول والثاني الذي حصل على جائزة أفضل إنتاج عربي والجائزة الذهبية كأفضل محتوى حيث رفع هذا العمل نسبة الاشتراك بالشبكة المشفرة 33٪ في عام 2012.
دخل اوس الشرقي في تعاون كبير مع MBC مجموعة قنوات ام بي سي السعودية وانتج واخرج في عام 2013 البرنامج الكوميدي واي فاي 2 الذي حقق المرتبة الأولى كأعلى نسبة مشاهدة في المملكة العربية السعودية والخليج العربي
وتبعها في عام 2014 بجزء ثالث والرابع من البرنامج الكوميدي الأشهر «واي فاي»
انتج واخرج المسلسل الأكثر شهرة في الخليج (سيلفي) باجزائه الثلاثة الذي عرض على قناة MBC وبطولة النجم السعودي الأول ناصر القصبي
ساهم في تاسيس قناة ام بي سي العراق MBC IRAQ وتولى مهمة الاشراف عليها
الجوائز
| البلد                    | الجائزة                                                           | العام |
| ------------------------ | ----------------------------------------------------------------- | ----- |
| الإمارات العربية المتحدة | BEST ARABIC CONTENT OF THE YEAR, by BroadcastPro Middle East 2011 | 2011  |
| الإمارات العربية المتحدة | Best production of the year by Digital Studio Awards 2012         | 2012  |
| الإمارات العربية المتحدة | Golden awards from PromaxBDA                                      | 2013  |
| الإمارات العربية المتحدة | Golden awards from PromaxBDA                                      | 2016  |

## مسلسل أنباع الوطن
إنتاج المسلسل عام 2007 بطولة راسم الجميلي وزهير محمد رشيد وميس كمر وخليل إبراهيم، وتأليف أسامة الشرقي، وهو من الأعمال السياسية الناقدة المهمة في تاريخ العراق حيث حاز المسلسل على المرتبة الأولى في استفتاء أجرته صحيفة الزمان نهاية عام 2007 لأفضل مسلسل عراقي كوميدي، هو يعتبر أحد أهم وأبرز أعمال الكوميديا السوداء في العراق.
أخرج برنامج مات الحكو عام 2007 وهو برنامج سياسي كوميدي ساخر جمع فيه مجموعة من الفنانين الشباب. وكانت هذه البرامج الدواء الشافي لجموع العراقيين في الداخل والخارج لما احتوته من علاج لكل معاناتهم التي كانوا يعانون منها في ظل التداعيات التي حدثت في جسم العراق الدامي ما بعد احتلال العراق وظهور رجال يحكمون العراق وهمهم مكاسبهم الشخصية في صدارة مشاغلهم وهذا ما وثّقه بول بريمر حاكم العراق بعد الاحتلال.

## أهم أعماله

### 2008
المسلسل الكوميدي السياسي أبو حقي: وهو مسلسل يطرح فيه الكثير من القضايا التي تهم الشارع العراقي وينتقد فيه قيادات سياسية بارزة في العراق ويضع مؤشرات كبيرة على الفساد الحاصل بعد أحداث الاحتلال الأمريكي للعراق، من تأليف أسامة الشرقي وبطولة النجم العراقي الكبير جواد الشكرجي.
نجوم الظهر: برنامج كوميدي فُكاهي غنائي استعراضي ناقد قدّم فيه الكثير من التقنيات الجديدة التي لم يستخدمها أحد على مستوى القنوات التلفزيونية في العراق، شارك في العمل إياد راضي، ميس كمر، سعد خليفة، علي جابر، خليل إبراهيم.
دوشيش: برنامج مسابقات من التراث العراقي. شارك فيه عدد كبير من أهم لاعبي الطاولة على مستوى العراق.
فيفا: برنامج مسابقات تفاعلي.. حقق الكثير من الضجة في الوسط الشبابي في العراق.

### 2009
- مسلسل دولة الرئيسة: مسلسل سياسي كوميدي عرض في شهر رمضان تطرق فيه إلى حالات السرقة وحالات الفساد الإداري وإهمال كبار المسوؤلين للوضع الراهن في العراق، أثار المسلسل ضجّة إعلامية كبيرة وحقق رد فعل واسع من قبل المشاهدين الذين اعتبروه أقوى مسلسل كوميدي سياسي لعام 2009. المسلسل بطولة إياد راضي، ملايين، فوزية حسن، زهير محمد رشيد، خليل إبراهيم ونخبه، أُتنج المسلسل في سوريا.

### 2010
- فلم هندي: مره أخرى يثبت أوس الشرقي أنه مخرج من طراز فريد في نقله جديده قدمها للكوميديا والفن في العراق بشكل عام، فقد أنتج وأخرج أول عمل عربي يصوّر بالكامل في الهند، وبتقنيات لم تستخدم في الدراما أو البرامج العربية من قبل. فيلم هندي كوميديا غنائية راقصة اجتماعيه هادفه بطولة ملايين، إياد راضي، عدي عبد الستار، نسمة، شيماء. حقق المسلسل رواجا هائلا وظلت أغاني المسلسل تغنى في حفلات الأعراس والمناسبات، أنتج أوس المسلسل بميزانية ضخمة جدا استغرق التحضير له أكثر من عام كامل
- كرسي تمليك: مسلسل سياسي وطني ناقد عرض في رمضان وقد تناول المسلسل تمسك المسؤلين في السلطة بكراسيّهم وما يجري من أحداث قبل وبعد الانتخابات في العراق (تناول المسلسل مواضيع مختلفة منها (الفساد الإداري، الواسطة، الإرهاب، واقع التعليم، الطائفية، الهجرة، الإعمار..وغيرها)

طرب أصلي: (برنامج غنائي كوميدي) شارك فيه مجموعة من الفنانين الشباب منهم ميس كمر وإياد راضي وعدي عبد الستار واستخدم فيه تقنيات جديده في الإنارة والتصوير.

### 2011
- فوازير ومسلسل ألف ليلة وليلة: هي أول فوازير غنائية استعراضية في العراق مكوّنة من 30 حلقة عرضت في رمضان 2011 على شاشة قناة الرشيد وهذه الفوازير هي أضخم إنتاج فني عراقي في تاريخ البرامج الاستعراضية، فاز هذا المسلسل في استفتاء أفضل برنامج كوميدي غنائي «فاز بالمركز الأول» وحاز على أعلى نسبة مشاهدة في القنوات العراقية

بطولة الفنان سعد خليفة والفنانة ملايين وإحسان دعدوش وناهي مهدي وعدد كبير من نجوم الكوميديا العراقيين.
- مسلسل هندستاني: أول عمل استعراضي غنائي كوميدي خليجي يقدم على قناة أوربت شوتايم OSN وهو من بطولة النجم بشير الغنيم وملايين أغادير السعيد ومحفوظ المنسف وعلى المحسن ونادين الفهد ونسمة وتيسير أحمد المسلسل صُوِّر لأول مرة بتقنية HD وصُوِّر في مدن مختلفة من الهند منها بومباي وجاسلمير وجيبور ونافالكر شارك فيه أكثر من 200 راقص وراقصة واستخدم أكثر من 1200 زي ّ من مختلف الثقافات الهندية العمل مكوّن من أربعين حلقة و 30 أغنية

### 2012
- مسلسل هندستاني (الجزء الثاني): بعد النجاح الكبير الذي حققه الجزء الأول من العمل الغنائي الاستعراضي هندستاني اتفق الشرقي مع OSN لإنتاج وإخراج جزء ثاني من المسلسل، حقق الجزء الجديد نسب مشاهدة عالية

وعرض في رمضان على شبكة أو إس إن ثم عُرض على شبكة قنوات z arabia روتانا والحياة، حاز العمل على جائزة أفضل إنتاج عربي، جائزة أفضل محتوى، جائزة الإبداع الذهبية من digital studio وجائزة promax h الذهبية كأفضل عمل، العمل من بطولة أسعد الزهراني، ملايين، ونخبة من نجوم الخليج.

### 2013
- واي فاي 2: أشهر برنامج كوميدي خليجي يشارك فيه كل نجوم الكوميديا في الخليج من المملكة العربية السعودية، الكويت، الإمارات، العراق، البحرين، عمان، قطر، احتل واي فاي المركز الأول كأعلى نسب مشاهدة وعرض على شاشة قناة إم بي سي (توضيح) في رمضان 2013 تأليف الكاتب الكبير *خلف الحربي وإخراج أوس الشرقي إنتاج Yara Media.

### 2014
- واي فاي 3: يعود من جديد بأشهر برنامج كوميدي خليجي يشارك فيه كل نجوم الكوميديا في الخليج من المملكة العربية السعودية، الكويت، الإمارات، العراق، البحرين، عمان، قطر، وأيضا هذا البرنامج احتل المركز الأول كأعلى نسب مشاهدة وعرض على شاشة قناة إم بي سي (توضيح) في رمضان 2014 تأليف الكاتب الكبير *خلف الحربي وإخراج أوس الشرقي إنتاج Yara Media...
- زرق ورق: الإشراف الاشراف العام على العمل الكوميدي الأول في العراق.. زرق ورق.. وشارك فيه مجموعة من ألمع نجوم الكوميديا في العراق -

2015
- سيلفي: هو مسلسل تلفزيوني رمضاني كوميدي سعودي. بدأ عرضه في سنة 2015 على إم بي سي يشارك فيه عدد من الممثلين الكومديين في الخليج من المملكة العربية السعودية والعالم العربي، حيث يحاول المسلسل معالجة قضايا المجتمع السعودي بإطار كوميدي ساخر. فلكل حلقة قصة، وعرض على شاشة قناة إم بي سي في رمضان 2015.
- زرق ورق 2 : الإشراف العام على الجزء الثاني من البرنامج العراقي الرائع والذي حقق نجاح رائع في 2014 .

2016
- واي فاي 4: يعود من جديد بشكل أقوى وأجمل من قبل رغم عدم عرضه في عام 2015 .
- سيلفي 2 : يعود من جديد المسلسل التلفزيوني الرمضاني السعودي الذي يتحدث عن القضايا المجتمع السعودي ويحاول حلها بشكل ساخر.
- غسل ولبس: الإشراف العام على البرنامج الكوميدي العراقي الساخر الذي شارك فيه ألمع نجوم الكوميديا العراقيين إلّا أنه لم يحقق نجاح ضخم
- الصدمة: الإشراف العام على البرنامج العربي الذي يتحدث عن المشاكل العامة ويضع الناس العامة في مواقف ليرى ردة فعلهم ومن الدول التي كانت يمثلوا فيها (الأردن - العراق - السعودية - الإمارات - لبنان - وأخرى) حيث على سبيل المثال ابن يهين أباه أمام الناس ليرى ردة فعلهم بدون أن يعرفوا أن هذا برنامج فهو أشبه بالكاميرا الخفيّة وعرض على إم بي سي وقد حقق نجاح ضخم جداً.

2017
- سيلفي 3 : البرنامج السعودي يعود من جديد بشكل أقوى من قبل بمشاركة النجم عبد الحسين عبد الرضا والنجم ناصر القصبي
- الصدمة 2 : الإشراف العام على الجزء الثاني على البرنامج العربي الذي حقق نجاح هائل في السنة الماضية.
- زرق ورق 3 : الإشراف العام على البرنامج الكوميدي العراقي بعد أن تم إيقافه في 2016 وإعادته في 2017 بسبب حب المشاهدين له ونجاحه سابقه إلا أنه لم يضم عدد كبير من الممثلين مثل الجزء الأول والثاني وممثليه هم (إياد راضي - آلاء حسين - احسان دعدوش - علي جابر - علي قاسم الملاك - عدي عبد الستار - سولاف جليل)

2018
- واي فاي 4 : البرنامج السعودي الكوميدي يعود من جديد بشكل أقوى من قبل. بمشاركة نجوم الخليج العربي
- الصدمة 3 : الإنتاج ولإشراف العام على الجزء الثالث على البرنامج العربي الذي حقق نجاح هائل وتم تصويرة في عدد من البلدان العربية (مصر، السعودية، لبنان، العراق، الأردن، عمان، تونس)
- زرق ورق 4 : إنتاج والإشراف العام على البرنامج الكوميدي العراقي زرق ورق
- عوض أبا عن جد: إنتاج واخراج المسلسل الكوميدي السعودي عوض أبا عن جد (بطولة اسعد الزهواني، حبيب الحبيب، ريماس منصور، المطربة شمس المطربة وعد ونخبة من نجوم السعودية والكويت

2019
- ام بي سي العراق ساهم في تاسيس قناة ام بي سي العراق وتولى مهمة الاشراف عليها
- العرضحالجي: الإنتاج ولإشراف العام على مسلسل العرضحالجي يطولة الفنان القدير قاسم الملاك ونخبة من النجوم
- حامض حلو: إنتاج والإشراف العام على البرنامج الكوميدي العراقي حامض حلو
- هايبر لوب: إنتاج واخراج المسلسل الكوميدي السعودي هايبر لوب (بطولة اسعد الزهواني، حبيب الحبيب، ريماس منصور، المطربة شمس المطربة وعد ونخبة من نجوم السعودية والكويت
- ضي الكمر: الإنتاج ولإشراف العام على برنامج ضي الكمر الذي يقدمه الشاعر مأمون النطاح
- العرضحالجي: الإنتاج ولإشراف العام على مسلسل العرضحالجي يطولة الفنان القدير قاسم الملاك ونخبة من النجوم

2020
- مخرج 7 انتج واخرج العمل الكوميدي الشهير (مخرج 7) بطولة ناصر القصبي، راشد الشمراني، حبيب الحبيب، اسيل عمران، هبة الحسين، ريماس منصور، خالد الفراج، عبد المجيد الرهيدي ونخبة من نجوم السعودية
- أحلام السنين: إنتاج والاشراف العام
- حامض حلو 2 : إنتاج والإشراف العام على البرنامج الكوميدي العراقي حامص حلو 2
- بين أهلنا: إنتاج والاشراف على المحتوى (٣٠ حلقة في شهر رمضان)
- ضي الكمر: الإنتاج ولإشراف العام على برنامج ضي الكمر الذي يقدمه الشاعر مامون النطاح
- مسلسل واحد + واحد: الإنتاج ولإشراف العام على مسلسل ١+١

2021
- ممنوع التجول: انتج واخرج عدد من حلقات المسلسل الكوميدي الشهير (ممنوع التجول) بطولة ناصر القصبي، راشد الشمراني، حبيب الحبيب، اسيل عمران، هبة الحسين، ريماس منصور، خالد الفراج، عبد المجيد الرهيدي ونخبة من نجوم السعودية
- أم بديلة: إنتاج والاشراف العام على مسلسل ام بديلة (بطولة هند كامل، عادل عباس، الكساندر علوم، مروى كرم، ليا أبو شعيا، جمانة كريم، زهور علاء، زيد الملاك وغيرهم) عرضت على قناة ام بي سي العراق في رمضان ٣٠ حلقة
- حامض حلو 3 : إنتاج والإشراف العام على البرنامج الكوميدي العراقي حامض حلو 3
- بين اهلنا: إنتاج والاشراف على المحتوى (٣٠ حلقة في شهر رمضان)
- ضي الكمر: الإنتاج ولإشراف العام على برنامج ضي الكمر الذي يقدمه الشاعر مامون النطاح
- مسلسل طيبة: الإنتاج ولإشراف العام على مسلسل طيبة بطولة هند نزار، اسيا كمال، صبا ابراهيم، محمد هاشم، رياض شهيد، اساور عزت وغيرهم